# HUNTER×HUNTER (2011年のアニメ)
『HUNTER×HUNTER (2011年のアニメ)』では、冨樫義博の漫画『HUNTER×HUNTER』を原作としたテレビアニメ化作品の第2作にあたる、マッドハウス制作の『HUNTER×HUNTER』（ハンターハンター）を扱う。

## 概要
2011年8月1日、2度目のテレビアニメ化が発表された。同年10月2日より2014年9月24日まで日本テレビで放送された。この放送よりハイビジョン制作。第1作からスタッフ・キャストは一新されている。
第1作同様ローカルセールス枠であり、ネット局の多くは深夜帯での遅れネットとなる。なお、日本テレビ系列局における日曜11時枠にアニメが放送されるのは1992年9月27日までの『キン肉マン キン肉星王位争奪編』以来から約19年振りとなる。更に『それいけ!アンパンマン』を除く日本テレビ制作のアニメが全日帯枠で放送するのは『D・N・A² 〜何処かで失くしたあいつのアイツ〜』以来から約17年振りとなった。ナレーターは二又一成が務めている。また、日本テレビでは第5話まで『誰だって波瀾爆笑』終了後にジャンクションが放送されていた。
アニメ第1作が最終的にグリードアイランド編までのアニメ化であったのに対し、本作はキメラ=アント編〜選挙編が初アニメ化され、アニメシリーズ全体で初となる劇場版も放送中に2作公開された。
2013年10月9日よりキー局の日本テレビでの放送時間が深夜に移動し、地上波での放送時間帯が統一された。それを境に、原作における過激な表現が、アニメでも直接的に描写されるようになった。
タイトルの下のハンター文字もタイトル、オープニングの背景にはゴン達の名前が書かれたシーンがあり、アイキャッチはハンター語講座と題している（第26話まで）。また、アイキャッチ全体だけでなくタイトルの下、オープニングの背景にハンター文字が使われている。第27話から第58話までは本編後に「ゴンとキルアのハンサイクロペディア」という小コーナーがあり、劇中で登場する人物や用語などをゴンとキルアが簡単に解説している。第59話から第75話までは「G.Iちゅーとりある」と題名を変え、グリードアイランドの各種設定が解説されている。
2014年1月27日、ネテロ役の永井一郎が急逝し、銀河万丈が役を引き継いだ。永井が最後に出演したのは第114話「ブンダン×ト×ゴサン」。ゴン役の潘めぐみ、母でありミト役の潘恵子は、公開の交換日記企画「潘ちゃん×潘さん交換日記」で永井への思いを交わした。
2014年4月25日放送分で、マッドハウスが制作したテレビアニメの中で、放送話数の最高記録を更新した。それまでは『YAWARA!』が同社の放送話数最高記録だったため、実に約22年ぶりの更新となる。
次回予告はゴンが次回のサブタイトルを言った後、キルアを主に他のキャラクターと掛け合う方式だったが、選挙編では演出やBGMが刷新され、ナレーションの二又一成があらすじを読み上げる形となった。
2014年9月23日、第148話「コレマデ×ト×コレカラ」をもって終了。ゴン役の潘めぐみは、原作がアニメ終了当時継続中である ことにも因み、一区切りであり最終回ではないと述べている。

## スタッフ
- 原作 - 冨樫義博
- 連載 - 週刊少年ジャンプ
- 監督 - 神志那弘志
- 助監督 - 中山奈緒美（第1話 - 第26話）→青木弘安（第27話 - 第89話）→牛嶋新一郎（第90話 - ）、山城智恵（第1話 - 第79話）→migmi（第80話 - ）
- シリーズ構成 - 前川淳（第1話 - 第58話）→上代務（第39話 - ）
- キャラクターデザイン - 吉松孝博（第1話 - 第87話）、いんどり牧場（第88話 - ）
- メインキャラクターデザイン（第88話 - ） - 吉松孝博
- 総作画監督 - 吉松孝博
- アクション作監 - 平山貴章
- 美術監督 - 一色美緒
- 色彩設計 - 堀川佳典
- 撮影監督 - 荒幡和也（第1話 - 第41話）→畑中宏信（第42話 - 第75話）→井上洋志（第76話 - ）
- 編集 - 寺内聡
- 音楽 - 平野義久
- 音響監督 - 山田知明
- プロデューサー - 中谷敏夫、田村学（第1話 - 第123話）→森川愛（第124話 - ）、本安哲人（第1話 - 第87話）→興野裕之（第88話 - 第100話）、篠原昭（第1話 - 第99話）→櫻井健一（第100話 - ）、岩佐直樹（第1話 - 第58話）→桐本篤（第59話 - ）、吉野朋子（第1話 - 第75話）
- アニメーションプロデューサー - 三田圭志
- アニメーション制作 - マッドハウス
- クリエイティブプロデューサー - 丸山正雄
- 企画協力 - 「週刊少年ジャンプ」編集部、斎藤優[9]、小野寺宏次（第124話 - 第148話）
- 制作協力 - スタジオ・ライブ
- 製作著作 - 「HUNTER×HUNTER」製作委員会（日本テレビ、バップ、集英社（第1話 - 第100話）、マッドハウス）

## キャスト
主要キャストを記載。この他のキャストについてはHUNTER×HUNTERの登場人物及びその子記事群を参照。
- ゴン＝フリークス - 潘めぐみ
- キルア＝ゾルディック - 伊瀬茉莉也
- レオリオ - 藤原啓治
- クラピカ - 沢城みゆき
- ヒソカ - 浪川大輔

## 主題歌
歌詞はオープニングのみ表示されている。

### オープニングテーマ
「departure!」（第1話 - 第26話、第50話 - 第52話、第62話 - 第75話、第137話 - 第147話）
作詞・作曲 - 羽場仁志 / 編曲 - 新屋豊 / 歌 - 小野正利
また最終話では前作同様オープニング映像は使用されず、第148話ではエンディングとして使用。
「departure! -second version-」（第27話 - 第49話、第76話 - 第103話、第109話 - 第134話、第136話）
歌 - 小野正利
歌詞が2番になっている。第135話では未使用。
「departure! -オープニング特別版-」（第53話 - 第61話、第104話 - 第108話）
歌 - 小野正利
本編放送時間に通常のCMとは別枠で劇場版の予告編が含まれている為、通常よりも短縮されている。画面右上に「オープニング特別版」というテロップが入っている。1番と2番の歌詞が混ざり、一部新しい歌詞が入っている。

### エンディングテーマ
「JUST AWAKE」（第1話 - 第26話）
作詞・作曲・編曲・歌 - Fear, and Loathing in Las Vegas
「HUNTING FOR YOUR DREAM」（第27話 - 第50話、第52話 - 第58話）
作詞 - SHO（Masatoshi “SHO” Ono） / 作曲 - Syu / 編曲・歌 - GALNERYUS
第51話では、レクイエムの曲をエンディングテーマとして使用。
「REASON」（第59話 - 第75話、第147話）
作詞・作曲 - 北川悠仁、岩沢厚治、前山田健一 / 編曲 - 前山田健一 / 歌 - ゆず
「流れ星キラリ（ゆずバージョン）」（第76話 - 第98話）
作詞 - 北川悠仁、岩沢厚治 / 作曲 - 北川悠仁 / 編曲 - 前山田健一、ゆず / 歌 - ゆず
第77話では、潘めぐみと伊瀬茉莉也が考えたキーワードが加わった特別バージョンとなっている。
「表裏一体」（第99話 - 第134話、第136話 - 第146話）
作詞・作曲・編曲 - 北川悠仁・岩沢厚治・前山田健一 / 歌 - ゆず
第135話では未使用。選挙編では歌詞が2番となり、スタッフロールとなっている。

### 挿入歌
「TELL ME」（第34話、第73話、第90話）
作詞 - 三条ユリーカ / 作曲 - 剱持満 / 歌 - キルア（伊瀬茉莉也）
「緋に燃える瞳」（第55話）
作詞 - 渡部紫緒 / 作曲・編曲 - 坂部剛 / 歌 - クラピカ（沢城みゆき）
本編での使用はオフヴォーカルバージョンとなっている。また、いずれも挿入歌としてのクレジット表記は無い。

## 各話リスト
サブタイトルは「○○×○×○○」といった形式で例外を除き韻を踏んだカタカナが入る。
| 話数 | サブタイトル                         | 脚本     | 絵コンテ            | 演出                      | 作画監督                             | 放送日         | 収録巻             |
| ---- | ------------------------------------ | -------- | ------------------- | ------------------------- | ------------------------------------ | -------------- | ------------------ |
| 1    | タビダチ×ト×ナカマタチ               | 前川淳   | 神志那弘志          | 高橋知也 川村賢一         | 石井舞                               | 2011年 10月2日 | VOL.1              |
| 2    | シケン×ノ×シケン                     | 坂井史世 | 寺本幸代            | 寺本幸代                  | 高橋美香                             | 10月9日        | VOL.1              |
| 3    | ライバル×ガ×サバイバル               | 広田光毅 | 島津裕行            | Hong Hun-pyo              | Kim Ginam 田崎聡 吉田大輔            | 10月16日       | VOL.1              |
| 4    | キボウ×ト×ヤボウ                     | 前川淳   | 西村聡              | 竹下健一                  | 森智子                               | 10月23日       | VOL.2              |
| 5    | ヒソカ×ハ×ヒソカ                     | 坂井史世 | 藤山智美            | 田中智也                  | 小山知洋 菅野芳弘                    | 10月30日       | VOL.2              |
| 6    | イガイ×ナ×カダイ                     | 広田光毅 | 松村政輝            | 松村政輝                  | 阿比留隆彦                           | 11月6日        | VOL.2              |
| 7    | ヒコウセン×ノ×ケッセン               | 前川淳   | 西村聡              | 山城智恵                  | 石井舞                               | 11月13日       | VOL.3              |
| 8    | カイケツ×ハ×タスウケツ?              | 坂井史世 | 寺本幸代            | 寺本幸代                  | 高橋美香                             | 11月20日       | VOL.3              |
| 9    | シュウジン×ニ×ゴヨウジン             | 前川淳   | 矢野博之            | Woo Seung-wook            | Jang Kil-yong 吉田大輔               | 11月27日       | VOL.3              |
| 10   | ヒッカケ×ノ×キッカケ                 | 広田光毅 | 矢嶋哲生            | 矢嶋哲生                  | 森智子                               | 12月4日        | VOL.4              |
| 11   | ギャンブル×デ×トラブル               | 坂井史世 | 坂田純一            | Kim Min-sun               | Woo Jin-woo Lee Boo-hee              | 12月11日       | VOL.4              |
| 12   | サイゴ×ノ×カクゴ                     | 平野靖士 | 西村聡              | 田中智也                  | 小山知洋 菅野芳弘                    | 12月18日       | VOL.4              |
| 13   | ゴンヨリ×ノ×タヨリ（総集編）         | 前川淳   | 中山奈緒美          | 青木弘安                  | 吉田大輔                             | 12月25日       | 総集編             |
| 14   | ターゲット×ニ×ヒット                 | 前川淳   | 佐藤雄三            | 山城智恵                  | 阿比留隆彦                           | 2012年 1月8日  | VOL.5              |
| 15   | ダマシアイ×ノ×トリアイ               | 広田光毅 | 矢野博之            | 中山奈緒美                | 石井舞                               | 1月15日        | VOL.5              |
| 16   | ハイボク×ト×クツジョク               | 米村正二 | 寺本幸代            | 寺本幸代                  | 高橋美香 吉田大輔                    | 1月22日        | VOL.5              |
| 17   | アナ×デ×ワナ                         | 米村正二 | 川村賢一            | Woo Seung-wook            | Jang Kil-yong                        | 1月29日        | VOL.6              |
| 18   | タイセツ×ナ×メンセツ                 | 広田光毅 | 松村政輝            | 松村政輝                  | 森智子                               | 2月5日         | VOL.6              |
| 19   | カテナイ×ガ×マケナイ                 | 米村正二 | 西村聡              | Kim Min-sun               | Lee Boo-hee Shin min-seob            | 2月12日        | VOL.6              |
| 20   | フカカイ×ナ×テンカイ                 | 平野靖士 | 西村聡              | 田中智也                  | 小川知洋 菅野芳弘                    | 2月19日        | VOL.7              |
| 21   | キョウダイ×ノ×モンダイ               | 前川淳   | 矢嶋哲生            | 矢嶋哲生                  | 阿比留隆彦                           | 3月4日         | VOL.7              |
| 22   | キケン×ナ×バンケン                   | 上代務   | 山城智恵            | 山城智恵                  | 石井舞                               | 3月11日        | VOL.7              |
| 23   | バンニン×ノ×セキニン                 | 広田光毅 | 中山奈緒美          | 中山奈緒美                | 高橋美香                             | 3月18日        | ゾルディック家編   |
| 24   | ゾルディック×ノ×カゾク               | 米村正二 | 佐藤雄三            | Woo Seung-wook            | Jang Kil-yong Kwon Yun-hui           | 3月25日        | ゾルディック家編   |
| 25   | ミエナイ×ト×アエナイ                 | 平野靖士 | 松村政輝            | 松村政輝                  | 森智子                               | 4月1日         | ゾルディック家編   |
| 26   | アレカラ×ト×ソレカラ（総集編）       | 前川淳   | 青木弘安            | 青木弘安                  | 吉田大輔                             | 4月8日         | 総集編             |
| 27   | トウギジョウ×ニ×トウジョウ           | 上代務   | 坂田純一            | Kim Min-sun               | Won Chang-hee Shin Min-seob          | 4月15日        | 天空闘技場編       |
| 28   | ネン×ト×ネン                         | 米村正二 | 川村賢一            | 田中智也                  | 菅野芳弘                             | 4月22日        | 天空闘技場編       |
| 29   | カクセイ×ト×カノウセイ               | 前川淳   | 矢嶋哲生            | 友田政晴                  | 阿比留隆彦                           | 4月29日        | 天空闘技場編       |
| 30   | ゲキトウ×ト×カットウ                 | 上代務   | 川村賢一            | 山城智恵                  | 石井舞                               | 5月6日         | 天空闘技場編       |
| 31   | インネン×ト×シュウネン               | 広田光毅 | 佐藤雄三 中山奈緒美 | 青木弘安                  | 高橋美香                             | 5月13日        | 天空闘技場編       |
| 32   | ドッキリ×ナ×ショウリ                 | 米村正二 | 坂田純一            | Woo Seung-wook            | Kwon Yun-hui Jang Kil-youg           | 5月20日        | 天空闘技場編       |
| 33   | ケイハク×ナ×キョウハク               | 平野靖士 | 佐藤雄三            | Kim Min-sun               | Won Chang-hee Shin Min-seob          | 5月27日        | 天空闘技場編       |
| 34   | ジツリョク×デ×セツジョク             | 上代務   | 矢嶋哲生            | 田中智也                  | 菅野芳弘                             | 6月3日         | 天空闘技場編       |
| 35   | セイカク×ナ×ゴウカク                 | 広田光毅 | 西村聡              | 松村政輝                  | 森智子                               | 6月17日        | 天空闘技場編       |
| 36   | オオキナカリ×ト×チイサナケリ         | 米村正二 | 西村聡              | 友田政晴                  | 阿比留隆彦                           | 6月24日        | 天空闘技場編       |
| 37   | ジン×ト×ゴン                         | 前川淳   | 山城智恵            | 山城智恵                  | 石井舞                               | 7月1日         | 天空闘技場編       |
| 38   | オヤジ×ノ×ヘンジ                     | 平野靖士 | 坂田純一            | 青木弘安                  | 高橋美香                             | 7月8日         | 天空闘技場編       |
| 39   | ネガイ×ト×チカイ                     | 上代務   | 佐藤雄三            | Woo Seung-wook            | Jang Kil-yong Kwon Yuni              | 7月15日        | 幻影旅団編I        |
| 40   | ノウリョクシャ×ハ×キョウリョクシャ?  | 上代務   | 佐藤雄三            | 田中智也                  | 菅野芳弘                             | 7月22日        | 幻影旅団編I        |
| 41   | ゴウケツ×ノ×シュウケツ               | 広田光毅 | 坂田純一            | 松村政輝                  | 森智子                               | 7月29日        | 幻影旅団編I        |
| 42   | マモル×ト×セメル                     | 米村正二 | 西村聡              | Kim Min-sun               | Won Chang-hee                        | 8月5日         | 幻影旅団編I        |
| 43   | ショウゲキ×ノ×サンゲキ               | 平野靖士 | 友田政晴            | 友田政晴                  | 阿比留隆彦                           | 8月12日        | 幻影旅団編I        |
| 44   | ゲキセン×ノ×フクセン                 | 広田光毅 | 矢野博之            | 山城智恵                  | 石井舞 福士真由美                    | 8月19日        | 幻影旅団編I        |
| 45   | コウソク×ト×ヤクソク                 | 米村正二 | 西村聡              | 青木弘安                  | 高橋美香                             | 9月2日         | 幻影旅団編I        |
| 46   | オウモノ×ト×マツモノ                 | 平野靖士 | 坂田純一            | Woo Seung-wook            | Kwon Yuni Jang Hee kyu Won Chang-hee | 9月9日         | 幻影旅団編I        |
| 47   | セイヤク×ト×セイヤク                 | 上代務   | 久場良忠            | 松村政輝                  | 森智子                               | 9月16日        | 幻影旅団編I        |
| 48   | メキキ×ノ×キキメ                     | 上代務   | 坂田淳一            | 林明偉                    | 菅野芳弘                             | 9月23日        | 幻影旅団編I        |
| 49   | ツイセキ×デ×ブンセキ                 | 上代務   | 西村聡              | 吉田大輔                  | Won Chang-hee                        | 9月30日        | 幻影旅団編II       |
| 50   | ナカマ×ト×カタナ                     | 上代務   | 久場良忠            | 米田和博                  | 阿比留隆彦                           | 10月7日        | 幻影旅団編II       |
| 51   | ヒジョウ×ノ×センジョウ               | 広田光毅 | 矢野博之            | 山城智恵                  | 石井舞                               | 10月14日       | 幻影旅団編II       |
| 52   | シュウゲキ×ト×ショウゲキ             | 上代務   | 西村聡              | Woo Seung-wook            | Jang Kil-yong Jang Hee kyu           | 10月21日       | 幻影旅団編II       |
| 53   | フェイク×デ×サイク                   | 米村正二 | 青木弘安            | 青木弘安                  | 高橋美香                             | 10月28日       | 幻影旅団編II       |
| 54   | ウラナイ×ガ×アタラナイ?              | 広田光毅 | 坂田純一            | 松村政輝                  | 森智子                               | 11月4日        | 幻影旅団編II       |
| 55   | ナカマ×ト×イカサマ                   | 米村正二 | 坂田純一            | 林明偉                    | 菅野芳弘                             | 11月11日       | 幻影旅団編II       |
| 56   | サイアイ×ト×サイアク                 | 上代務   | 吉田大輔            | 吉田大輔                  | Woo Chang-hee                        | 11月18日       | 幻影旅団編II       |
| 57   | センテ×ト×オキテ                     | 米村正二 | 米田和博            | 米田和博                  | 阿比留隆彦                           | 12月2日        | 幻影旅団編II       |
| 58   | ヒキギワ×ノ×ヒキガネ                 | 上代務   | 西村聡              | 山城智恵                  | 石井舞                               | 12月9日        | 幻影旅団編II       |
| 59   | セリ×ト×アセリ                       | 上代務   | 竹内浩志            | Won Seung-wook            | Won Chang-hee Woo Jin-woo            | 12月16日       | 幻影旅団編II       |
| 60   | キマリ×ト×ハジマリ                   | 上代務   | 青木弘安            | 青木弘安                  | 高橋美香                             | 12月23日       | G.I編              |
| 61   | カンユウ×ト×シンユウ                 | 米村正二 | 矢野博之            | 松村政輝                  | 森智子                               | 2013年 1月6日  | G.I編              |
| 62   | ゲンジツ?×ト×ゲンセキ                | 上代務   | 坂田純一            | 林明偉                    | 菅野智之 菅野芳弘 高橋美香           | 1月13日        | G.I編              |
| 63   | シショウ×ハ×ヒジョウ?                | 広田光毅 | 吉田大輔            | 吉田大輔                  | Woo Chang-hee                        | 1月20日        | G.I編              |
| 64   | キョウカ×ト×キョウカツ               | 上代務   | 矢野博之            | 米田和博                  | 阿比留隆彦                           | 1月27日        | G.I編              |
| 65   | ジャケン×ト×ジャンケン               | 米村正二 | 山城智恵            | 山城智恵                  | 石井舞                               | 2月3日         | G.I編              |
| 66   | コウリャク×ト×サクリャク             | 上代務   | 坂田純一            | Woo Seung-wook            | Jang Kil-young                       | 2月10日        | G.I編              |
| 67   | 15×ト×15                             | 上代務   | 青木弘安            | 青木弘安                  | 高橋美香                             | 2月17日        | G.I編              |
| 68   | カイゾク×ト×スイソク                 | 前川淳   | 博多正寿            | 松村政輝                  | 森智子                               | 2月24日        | G.I編              |
| 69   | タイケツ×デ×ネッケツ                 | 米村正二 | 矢野博之            | 林明偉                    | 小山知洋 菅野智之 山崎展義 菅野芳弘  | 3月3日         | G.I編              |
| 70   | コンジョウ×ト×ユウジョウ             | 米村正二 | 吉田大輔            | 吉田大輔                  | Won Chang-hee Woo Jin-woo            | 3月10日        | G.I編              |
| 71   | カケヒキ×ト×トリヒキ                 | 米村正二 | 西村聡              | 米田和博                  | 阿比留隆彦                           | 3月17日        | G.I編              |
| 72   | チェイス×デ×チャンス                 | 上代務   | 岩崎太郎            | Woo Seung-wook            | Jang Kil-young Lee Hyeon-jeong       | 3月24日        | G.I編              |
| 73   | キョウキ×ト×ショウキ                 | 上代務   | 東一                | 山城智恵                  | 石井舞                               | 3月31日        | G.I編              |
| 74   | ショウシャ×ト×ハイシャ               | 上代務   | 矢野博之            | 松村政輝                  | 森智子                               | 4月7日         | G.I編              |
| 75   | ジンノトモ×ト×シンノトモ             | 上代務   | 青木弘安            | 青木弘安                  | 高橋美香                             | 4月14日        | G.I編              |
| 76   | サイカイ×ト×リカイ                   | 上代務   | 藤山智美            | 吉田大輔                  | Won Chang-hee Woo Jin-woo            | 4月21日        | キメラアント編I    |
| 77   | フアン×ト×シュツゲン                 | 上代務   | 坂田純一            | 林明偉                    | 小山知洋 菅野智之                    | 4月28日        | キメラアント編I    |
| 78   | キュウソク×ナ×ゾウショク             | 上代務   | 岩崎太郎            | 藤瀬順一                  | 阿比留隆彦                           | 5月5日         | キメラアント編I    |
| 79   | NG×ナ×NGL                            | 上代務   | 真野玲              | Woo Seung-wook            | Jang Kil-young Woo Jin-woo           | 5月12日        | キメラアント編I    |
| 80   | ゴクアク×ト×サイアク                 | 上代務   | migmi               | migmi                     | 石井舞                               | 5月19日        | キメラアント編I    |
| 81   | タタカイ×ノ×カイシ                   | 上代務   | 青木弘安            | 青木弘安                  | 高橋美香                             | 5月26日        | キメラアント編I    |
| 82   | カイト×ノ×スロット                   | 米村正二 | 東一                | 松村政輝                  | 森智子                               | 6月2日         | キメラアント編I    |
| 83   | カンカ×シテ×シンカ                   | 米村正二 | 吉田大輔            | 吉田大輔                  | Won Chang-hee Woo Jin-woo            | 6月9日         | キメラアント編I    |
| 84   | サダメ×ノ×メザメ                     | 上代務   | 坂田純一            | Woo Seung-wook            | Jang Kil-yong                        | 6月16日        | キメラアント編I    |
| 85   | ヒカリ×ト×カゲ                       | 上代務   | 新留俊哉            | 林明偉                    | 阿比留隆彦                           | 6月23日        | キメラアント編I    |
| 86   | チカイ×ト×サイカイ                   | 上代務   | 佐藤雄三            | migmi                     | 石井舞                               | 6月30日        | キメラアント編I    |
| 87   | ケットウ×シテ×トウソウ               | 米村正二 | 坂田純一            | 青木弘安                  | 高橋美香                             | 7月7日         | キメラアント編I    |
| 88   | ジャンケン×ト×ジャクテン             | 米村正二 | 梅原隆弘            | 松村政輝                  | 森智子                               | 7月14日        | キメラアント編I    |
| 89   | ヤサシサ×ト×ツヨサ                   | 米村正二 | 東一                | 吉田大輔                  | Won Chang-hee Woo Jin-woo            | 7月21日        | キメラアント編I    |
| 90   | リソク×ト×ジュバク                   | 上代務   | 矢野博之            | Woo Seung-wook            | Jang Kil-yong                        | 7月28日        | キメラアント編I    |
| 91   | キョウシャ×ト×ジャクシャ             | 上代務   | 坂田純一            | 林明偉                    | 菅野芳弘 菅野智之                    | 8月4日         | キメラアント編II   |
| 92   | ヒトツノネガイ×ト×フタツノチカイ     | 上代務   | 寺本幸代            | 寺本幸代                  | 高橋美香                             | 8月11日        | キメラアント編II   |
| 93   | パーム×ト×デート                     | 米村正二 | migmi               | migmi                     | 石井舞                               | 8月18日        | キメラアント編II   |
| 94   | トモダチ×ト×タビダチ                 | 米村正二 | 竹内浩志            | 藤瀬順一                  | 阿比留隆彦                           | 9月1日         | キメラアント編II   |
| 95   | ウラミ×ト×スゴミ                     | 上代務   | 西村聡              | 松村政輝                  | 森智子                               | 9月9日         | キメラアント編II   |
| 96   | ムホウ×ナ×ホーム                     | 上代務   | 筱雅律              | Woo Seung-wook 牛嶋新一郎 | Jang Kil-yong Kim Ki-nam             | 9月16日        | キメラアント編II   |
| 97   | ゲキトウ×デ×ゲキメツ                 | 上代務   | 吉田大輔            | 吉田大輔                  | Won Chang-hee                        | 9月23日        | キメラアント編II   |
| 98   | センニュウ×ト×センベツ               | 米村正二 | 坂田純一            | 林明偉                    | 菅野芳弘                             | 9月30日        | キメラアント編II   |
| 99   | コンビネーション×ト×エボリューション | 米村正二 | migmi               | migmi                     | 石井舞                               | 10月9日        | キメラアント編II   |
| 100  | ツイセキ×ニハ×ツイゲキ               | 米村正二 | 西村聡              | 藤瀬順一                  | 阿比留隆彦                           | 10月16日       | キメラアント編II   |
| 101  | イカルゴ×ト×イカズチ                 | 米村正二 | 寺本幸代            | 寺本幸代                  | 高橋美香                             | 10月23日       | キメラアント編II   |
| 102  | ノウリョク×ト×タイキョク             | 上代務   | 梅原隆弘            | Woo Seung-wook            | Jang Kil-yong Kim Ki-nam             | 10月30日       | キメラアント編II   |
| 103  | ツミ×ト×ヨミ                         | 上代務   | 矢野博之            | 松村政輝                  | 森智子                               | 11月6日        | キメラアント編II   |
| 104  | マヨイ×ト×トマドイ                   | 上代務   | 西村聡              | 吉田大輔                  | Won Chang-hee Kim Ki-nam             | 11月13日       | キメラアント編II   |
| 105  | カクゴ×ト×カクセイ                   | 米村正二 | 坂田純一            | 林明偉                    | 菅野芳弘                             | 11月20日       | キメラアント編II   |
| 106  | ノヴ×ト×モラウ                       | 米村正二 | 新留俊哉            | migmi                     | 石井舞                               | 11月27日       | キメラアント編III  |
| 107  | リターン×ト×リタイア                 | 米村正二 | 新留俊哉            | 藤瀬順一                  | 阿比留隆彦                           | 12月4日        | キメラアント編III  |
| 108  | コムギ×ノ×グンギ                     | 上代務   | 矢野博之            | Woo Seung-wook            | Jang Kil-yong Kim Ki-nam             | 12月11日       | キメラアント編III  |
| 109  | コウシンカイシ×デ×コウドウカイシ     | 上代務   | 坂田純一            | 牛嶋新一郎                | 高橋美香                             | 12月18日       | キメラアント編III  |
| 110  | コンワク×ト×オモワク                 | 上代務   | 梅原隆弘            | 松村政輝                  | 森智子                               | 12月25日       | キメラアント編III  |
| 111  | トツニュウ×シテ×シンニュウ           | 上代務   | 吉田大輔            | 吉田大輔                  | Won Chang-hee                        | 2014年 1月8日  | キメラアント編III  |
| 112  | カイブツ×ト×カイブツ                 | 上代務   | 林明偉              | 林明偉                    | 菅野芳弘                             | 1月15日        | キメラアント編III  |
| 113  | ムシ×ダケド×カシ                     | 米村正二 | migmi               | migmi                     | 石井舞                               | 1月22日        | キメラアント編III  |
| 114  | ブンダン×ト×ゴサン                   | 米村正二 | 矢野博之            | 藤瀬順一                  | 阿比留隆彦                           | 1月29日        | キメラアント編III  |
| 115  | ギム×ト×ギモン                       | 上代務   | 坂田純一            | 牛嶋新一郎                | 高橋美香                             | 2月5日         | キメラアント編III  |
| 116  | フクシュウ×ト×シュウフク             | 上代務   | 矢野博之            | 松村政輝                  | 森智子                               | 2月12日        | キメラアント編III  |
| 117  | ブジョク×ニハ×セツジョク             | 米村正二 | 新留俊哉            | Woo Seung-wook            | Jang Kil-yong Won Chang-hee          | 2月19日        | キメラアント編III  |
| 118  | イツワリ×ノ×イカリ                   | 米村正二 | 新留俊哉            | 林明偉                    | 菅野芳弘                             | 2月26日        | キメラアント編III  |
| 119  | ツヨ×イカ×ヨワ×イカ                  | 上代務   | 坂田純一            | migmi                     | 石井舞                               | 3月5日         | キメラアント編III  |
| 120  | ニセモノ×ト×ホンモノ                 | 上代務   | 矢野博之            | 吉田大輔                  | Won Chang-hee                        | 3月12日        | キメラアント編III  |
| 121  | ハイボク×ト×メンボク                 | 米村正二 | 矢野博之            | 藤瀬順一                  | 阿比留隆彦                           | 3月19日        | キメラアント編IV   |
| 122  | タテマエ×ト×ナマエ                   | 米村正二 | 牛嶋新一郎          | 牛嶋新一郎                | 高橋美香                             | 3月26日        | キメラアント編IV   |
| 123  | ムカデ×ト×オモイデ                   | 上代務   | 坂田純一            | 松村政輝                  | 森智子                               | 4月2日         | キメラアント編IV   |
| 124  | ケッカイ×ト×カクセイ                 | 米村正二 | migmi               | Woo Seung-wook            | Jang Kil-yong Won Chang-hee          | 4月9日         | キメラアント編IV   |
| 125  | ブノツヨミ×ト×ブノキワミ             | 米村正二 | 新留俊哉            | 林明偉                    | 菅野芳弘                             | 4月16日        | キメラアント編IV   |
| 126  | ゼロ×ト×ローズ                       | 上代務   | 西村聡              | migmi                     | 石井舞 吉田大輔 真壁誠               | 4月23日        | キメラアント編IV   |
| 127  | テキイ×ト×ケツイ                     | 上代務   | 矢野博之            | 藤瀬順一                  | 阿比留隆彦                           | 4月30日        | キメラアント編IV   |
| 128  | ムジョウノヨロコビ×ト×ムショウノアイ | 米村正二 | 吉田大輔            | 吉田大輔                  | Won Chang-hee                        | 5月7日         | キメラアント編IV   |
| 129  | ヒョウテキ×ト×モクテキ               | 米村正二 | 新留俊哉            | 牛嶋新一郎                | 高橋美香                             | 5月14日        | キメラアント編IV   |
| 130  | マホウ×デ×ゼツボウ                   | 上代務   | 坂田純一            | Woo Seung-wook            | Jang Kil-yong Won Chang-hee          | 5月21日        | キメラアント編IV   |
| 131  | イカリ×ト×ヒカリ                     | 上代務   | 矢野博之            | 松村政輝                  | 森智子                               | 5月28日        | キメラアント編IV   |
| 132  | センコウ×ト×ハツドウ                 | 米村正二 | 坂田純一            | 林明偉                    | 菅野芳弘                             | 6月4日         | キメラアント編IV   |
| 133  | セイゾン×ノ×キゲン                   | 米村正二 | 坂田純一            | migmi                     | 石井舞                               | 6月11日        | キメラアント編IV   |
| 134  | ヒトコト×ハ×ソノヒト                 | 上代務   | 吉田大輔            | 吉田大輔                  | Won Chang-hee Jang Kil-yong          | 6月18日        | キメラアント編IV   |
| 135  | コノヒ×ト×コノシュンカン             | 上代務   | 矢野博之            | 藤瀬順一                  | 阿比留隆彦                           | 6月25日        | キメラアント編IV   |
| 136  | キキョウ×ト×ホンミョウ               | 米村正二 | 牛嶋新一郎          | 牛嶋新一郎                | 高橋美香                             | 7月2日         | キメラアント編IV   |
| 137  | ジュウニシン×デ×ギロン               | 米村正二 | 坂田純一            | Woo Seung-wook            | Jang Kil-yong Won Chang-hee          | 7月9日         | 会長選挙・アルカ編 |
| 138  | オネダリ×ト×オネガイ                 | 上代務   | 矢野博之            | 松村政輝                  | 森智子                               | 7月16日        | 会長選挙・アルカ編 |
| 139  | アルカ×ト×ナニカ                     | 上代務   | 新留俊哉            | 林明偉                    | 菅野芳弘                             | 7月23日        | 会長選挙・アルカ編 |
| 140  | サンセン×ト×カイセン                 | 米村正二 | 矢野博之            | migmi                     | 石井舞                               | 7月30日        | 会長選挙・アルカ編 |
| 141  | テジナシ×ト×シツジ                   | 米村正二 | 吉田大輔            | 吉田大輔                  | Won Chang-hee Jang Kil-yong          | 8月6日         | 会長選挙・アルカ編 |
| 142  | ハリ×ト×カリ                         | 上代務   | 矢野博之            | 藤瀬順一                  | 阿比留隆彦                           | 8月13日        | 会長選挙・アルカ編 |
| 143  | ツミ×ト×ツメ                         | 上代務   | 坂田純一            | 牛嶋新一郎                | 高橋美香                             | 8月20日        | 会長選挙・アルカ編 |
| 144  | ケッサイ×ト×カッサイ                 | 米村正二 | 矢野博之            | Woo Seung-wook            | Jang Kil-yong Won Chang-hee          | 8月27日        | 会長選挙・アルカ編 |
| 145  | カンパイ×ト×サイカイ                 | 上代務   | 矢野博之            | 松村政輝                  | 森智子                               | 9月3日         | 会長選挙・アルカ編 |
| 146  | カイチョウ×ト×カイジョ               | 上代務   | 新留俊哉            | 林明偉                    | 菅野芳弘                             | 9月10日        | 会長選挙・アルカ編 |
| 147  | スクイ×ト×ミライ                     | 上代務   | migmi               | migmi                     | 石井舞                               | 9月17日        | 会長選挙・アルカ編 |
| 148  | コレマデ×ト×コレカラ                 | 上代務   | 神志那弘志          | 吉田大輔                  | 阿比留隆彦                           | 9月24日        | 会長選挙・アルカ編 |

## 放送局・配信元
- 字幕放送は日本テレビ、テレビ大分、テレビ宮崎、読売テレビ（2013年10月8日放送分以降）のみ実施。
- 連動データ放送は製作局の日本テレビのみ実施。
- 札幌テレビと広島テレビは提供画面部分カット。

| 放送地域       | 放送局             | 放送期間 | 放送日時 | 放送系列                                     | ネット状況 | 備考                |
| -------------- | ------------------ | --- | --- | -------------------------------------------- | ---------- | ------------------- |
| 関東広域圏     | 日本テレビ         | 2011年10月2日 - 2013年9月29日 2013年10月9日 - 2014年9月24日                                                                       | 日曜 10:55 - 11:25 水曜 1:29 - 1:59（火曜深夜） | 日本テレビ系列                               | 製作局     |                     |
| 熊本県         | くまもと県民テレビ | 2011年10月2日 - 2013年9月29日 2013年10月9日 - 2014年10月8日                                                                       | 日曜 10:55 - 11:25 水曜 1:29 - 1:59（火曜深夜） | 日本テレビ系列                               | 遅れネット | [ 注 2 ]            |
| 宮城県         | ミヤギテレビ       | 2011年10月2日 - 2012年12月23日 2014年11月4日                                                                                      | 日曜 10:55 - 11:25 火曜 1:29 - 1:59（月曜深夜） | 日本テレビ系列                               | 遅れネット | [ 注 3 ]            |
| 長野県         | テレビ信州         | 2011年10月7日 - 2014年10月17日 | 金曜 2:03 - 2:33（木曜深夜） | 日本テレビ系列                               | 遅れネット |                     |
| 愛媛県         | 南海放送           | 2011年10月8日 - 2013年3月30日 2013年4月 - 2014年10月11日                                                                          | 土曜 5:59 - 6:28 土曜 2:55 - 3:25（金曜深夜） | 日本テレビ系列                               | 遅れネット | [ 注 4 ]            |
| 秋田県         | 秋田放送           | 2011年10月8日 - 2012年3月 2012年4月9日 - 2013年3月 2013年4月16日 - 2013年3月 2013年4月16日 - 2014年10月14日                       | 日曜 1:48 - 2:18（土曜深夜） 月曜 1:20 - 1:50（日曜深夜） 火曜 1:33 - 2:03（月曜深夜）                                                                                        | 日本テレビ系列                               | 遅れネット |                     |
| 福島県         | 福島中央テレビ     | 2011年10月8日 - 2013年3月 2013年4月 - 9月 2013年10月 - 2014年10月26日                                                             | 日曜 7:30 - 8:00 日曜 7:00 - 7:30 日曜 2:30 - 3:00（土曜深夜） | 日本テレビ系列                               | 遅れネット |                     |
| 北海道         | 札幌テレビ         | 2011年10月8日 - 2012年4月1日 2012年4月7日 - 2014年10月11日                                                                        | 日曜 7:30 - 8:00 土曜 2:00 - 2:30（金曜深夜） | 日本テレビ系列                               | 遅れネット |                     |
| 福岡県         | 福岡放送           | 2011年10月9日 - 2014年10月27日 | 月曜 1:20 - 1:50（日曜深夜） | 日本テレビ系列                               | 遅れネット | [ 注 5 ]            |
| 徳島県         | 四国放送           | 2011年10月11日 - 2014年9月30日 | 火曜 1:25 - 1:55（月曜深夜） | 日本テレビ系列                               | 遅れネット |                     |
| 香川県・岡山県 | 西日本放送         | 2011年10月11日 - 2014年10月7日 | 火曜 2:04 - 2:34（月曜深夜） | 日本テレビ系列                               | 遅れネット |                     |
| 山口県         | 山口放送           | 2011年10月11日 - 2012年3月25日 2012年4月 - 2014年10月1日 2014年10月7日 - 10月14日                                                 | 火曜 1:34 - 2:04（月曜深夜） 水曜 1:34 - 2:04（火曜深夜） 火曜 2:59 - 3:29（月曜深夜）                                                                                        | 日本テレビ系列                               | 遅れネット |                     |
| 近畿広域圏     | 読売テレビ         | 2011年10月11日 - 2014年10月28日                                                                                                   | MANPA#日本テレビ製作参照 | 日本テレビ系列                               | 遅れネット | [ 注 6 ]            |
| 鳥取県・島根県 | 日本海テレビ       | 2011年10月11日 - 2014年12月2日 | 火曜 2:58 - 3:33（月曜深夜） | 日本テレビ系列                               | 遅れネット |                     |
| 福井県         | 福井放送           | 2011年10月17日 - 2014年10月27日                                                                                                   | 月曜 1:50 - 2:20（日曜深夜） | 日本テレビ系列 テレビ朝日系列                | 遅れネット |                     |
| 広島県         | 広島テレビ         | 2011年10月17日 - 2014年10月30日                                                                                                   | 木曜 1:59 - 2:29（水曜深夜） | 日本テレビ系列                               | 遅れネット |                     |
| 山形県         | 山形放送           | 2011年10月13日 - 2013年9月 2013年10月 - 2014年10月12日                                                                            | 木曜 16:00 - 16:30 日曜 1:20 - 1:50（土曜深夜） | 日本テレビ系列                               | 遅れネット | 原作者の出身地。    |
| 石川県         | テレビ金沢         | 2011年10月15日 - 2012年6月25日 2012年7月8日 - 12月 2013年1月 - 3月 2013年4月 - 2014年10月25日                                     | 月曜 16:22 - 16:52 日曜 2:52 - 3:18（土曜深夜） 日曜 5:40 - 6:10 土曜 2:39 - 3:09（金曜深夜）                                                                                 | 日本テレビ系列                               | 遅れネット |                     |
| 大分県         | テレビ大分         | 2011年10月15日 - 2014年12月1日 | 火曜 1:59 - 2:29（月曜深夜） 月曜 1:20 - 1:50（日曜深夜） | 日本テレビ系列 フジテレビ系列                | 遅れネット | [ 注 7 ]            |
| 岩手県         | テレビ岩手         | 2011年10月20日 - 2012年6月26日 2012年7月6日 - 2014年10月17日                                                                      | 火曜 15:55 - 16:25 金曜 1:23 - 1:53（木曜深夜） | 日本テレビ系列                               | 遅れネット |                     |
| 中京広域圏     | 中京テレビ         | 2011年10月20日 - 2014年10月16日                                                                                                   | 木曜 2:15 - 2:47（水曜深夜） | 日本テレビ系列                               | 遅れネット |                     |
| 山梨県         | 山梨放送           | 2011年10月22日 - 2014年10月11日                                                                                                   | 土曜 2:28 - 2:58（金曜深夜） | 日本テレビ系列                               | 遅れネット |                     |
| 高知県         | 高知放送           | 2011年10月22日 2011年10月29日 2011年11月 - 2012年1月22日 2012年2月 - 4月1日 2012年4月7日 - 6月30日 2012年7月14日 - 2014年11月19日 | 日曜 2:40 - 3:10（土曜深夜） 日曜 2:35 - 3:05（土曜深夜） 日曜 2:25 - 2:55（土曜深夜） 日曜 1:55 - 2:25（土曜深夜） 日曜 2:13 - 2:43（土曜深夜） 水曜 1:53 - 2:23（火曜深夜） | 日本テレビ系列                               | 遅れネット |                     |
| 長崎県         | 長崎国際テレビ     | 2011年10月22日 - 2012年3月 2012年4月 - 2014年11月16日                                                                             | 日曜 1:20 - 1:50（土曜深夜） 日曜 1:40 - 2:10（土曜深夜） | 日本テレビ系列                               | 遅れネット |                     |
| 青森県         | 青森放送           | 2011年10月22日 - 2014年11月30日                                                                                                   | 日曜 1:50 - 2:20（土曜深夜） | 日本テレビ系列                               | 遅れネット | [ 注 8 ]            |
| 富山県         | 北日本放送         | 2011年10月25日 - 2011年12月 2012年1月 - 3月 2012年4月 - 2013年10月 2013年10月 - 2014年3月 - 2014年10月30日                        | 火曜 1:30 - 2:00（月曜深夜） 木曜 1:30 - 2:00（水曜深夜） 木曜 1:28 - 1:58（水曜深夜） 木曜 1:59 - 2:29（水曜深夜）                                                           | 日本テレビ系列                               | 遅れネット |                     |
| 静岡県         | 静岡第一テレビ     | 2011年10月27日 - 2014年10月16日                                                                                                   | 木曜 1:34 - 2:04（水曜深夜） | 日本テレビ系列                               | 遅れネット |                     |
| 鹿児島県       | 鹿児島読売テレビ   | 2011年10月29日 - 2014年10月11日                                                                                                   | 土曜 1:53 - 2:23（金曜深夜） | 日本テレビ系列                               | 遅れネット |                     |
| 宮崎県         | テレビ宮崎         | 2011年11月1日 - 2012年9月 2012年10月 - 2013年3月 2014年10月15日                                                                   | 火曜 15:00 - 15:29 火曜 14:58 - 15:27 水曜 2:23 - 2:53（火曜深夜） | フジテレビ系列 日本テレビ系列 テレビ朝日系列 | 遅れネット |                     |
| 新潟県         | テレビ新潟         | 2011年11月3日 - 2014年10月30日 | 木曜 1:29 - 1:59（水曜深夜） | 日本テレビ系列                               | 遅れネット |                     |
| 日本全域       | 日テレプラス       | 2012年1月6日 - 2015年1月1日 | 土曜 11:30 - 12:00 | CS放送                                       | 遅れネット | [ 注 9 ] [ 注 10 ]  |
| 日本全域       | アニマックス       | 2012年2月23日 - 2015年1月29日 | 木曜 19:00 - 19:30 | アニメ専門 BS/CS放送                         | 遅れネット | リピートあり        |
| 日本全域       | BS日テレ           | 2013年11月10日 - 2014年3月30日 | 日曜 11:30 - 12:00 | BS放送                                       | 遅れネット | [ 注 12 ] [ 注 13 ] |

ネット配信
| 配信元             | 配信期間                       | 更新日時  | 備考                         |
| ------------------ | ------------------------------ | --------- | ---------------------------- |
| 日テレオンデマンド | 2011年10月21日 - 2014年9月24日 | 火曜 更新 | 30分遅れ 第1話のみ無料配信。 |
| GyaO!              | 不明                           | 金曜 0:00 |                              |

## ラジオ
「潘めぐみと伊瀬茉莉也のHUNTER×HUNTER HUNTER STUDIO」のタイトルで、文化放送で2011年10月9日から2012年4月3日まで毎週土曜日25:30から放送された。また超!A&G+とHiBiKi Radio Stationにて、2011年10月10日から2012年4月2日まで毎週日曜日に配信された。なおHiBiKi Radio Stationでは9月24日より、超!A&G+では10月2日より第0回を配信。
放送時間
- 文化放送:2011年10月9日 - 2012年4月1日:日曜 1:30 - 2:00（土曜深夜）（ただし、2011年1月3日は文化放送の年末年始特番編成の影響で休止。）
- 超!A&G+:2011年10月3日 - 2012年4月2日:月曜 1:00 - 1:30（日曜深夜）
- HiBiKi Radio Station:2011年9月24日 - 2012年4月1日:毎週日曜日配信

パーソナリティ
- - 潘めぐみ（ゴン＝フリークス 役）
  - 伊瀬茉莉也（キルア＝ゾルディック 役）

ゲスト
- - 藤原啓治（レオリオ 役、第0回・第6回）
  - 沢城みゆき（クラピカ 役、第8回）
  - 潘恵子（ミト 役、第11回）
  - 平野綾（メンチ 役、第12回）※「ジャンプフェスタ2012｣会場からの公開録音回
  - 浪川大輔（ヒソカ 役、第13回）※「ジャンプフェスタ2012｣会場からの公開録音回

| 文化放送 日曜 1:30 - 2:00（土曜深夜）枠                                                                                           | 文化放送 日曜 1:30 - 2:00（土曜深夜）枠                                                                             | 文化放送 日曜 1:30 - 2:00（土曜深夜）枠                 |
| 前番組 | 番組名 | 次番組                                                  |
| --- | --- | ------------------------------------------------------- |
| 相沢舞・加藤英美里の いえす!萌えきゃ〜ん!                                                                                         | 潘めぐみ・伊瀬茉莉也の HUNTER×HUNTER×HUNETER×STUDIO （2011年10月9日 - 2012年4月1日） - 第12回は文化放送のみ未放送。 | 豊永利行・内山昂輝の 週刊サウンドウイング〜音羽編集部〜 |
| 超!A&G+ 月曜 1:00 - 1:30（日曜深夜）                                                                                              | |                                                         |
| ラジオTokyo cheer(2) Party （土曜深夜2:00へ時間移動してseason2にタイトル変更。） - 2011年10月3日は2:00 - 2:30に時間変更して放送。 | 潘めぐみ・伊瀬茉莉也の HUNTER×HUNTER×HUNTERE×STUDIO （2011年10月3日 - 2012年4月2日） - 第0回より放送                | 潘めぐみと伊瀬茉莉也の HUNTER×HUNTER×HUNTER×STUDIO☆     |

- その後「潘めぐみと伊瀬茉莉也のHUNTER×HUNTER×HUNTER×STUDIO☆（ひとつぼし）」のタイトルにリニューアルされて超!A&G+で2012年4月9日から12月31日まで隔週月曜日未明（日曜日深夜）更新で放送された。HiBiKi Radio Stationでは2012年4月9日から2013年3月25日まで隔週日曜日に配信された。

放送時間
- 超!A&G+:2012年4月9日 - 2012年9月31日:月曜 1:00 - 1:30（日曜深夜）枠
  - 2012年4月29日放送分は特番編成の影響で2:00 - 2:30に変更。

2012年10月8日 - 2013年1月7日:月曜 2:00 - 2:30（日曜深夜）枠
（隔週更新。更新のない日曜日はリピート）
- HiBiKi Radio Station:2012年4月8日 - 2013年3月24日:隔週日曜日更新

ゲスト
- - 寺崎裕香（ズシ 役、第6回）
  - 宮野真守（クロロ 役、第14回）
  - 前田玲奈（マチ 役、第16回）

| 超!A&G+ 月曜 1:00 - 1:30（日曜深夜）枠             | 超!A&G+ 月曜 1:00 - 1:30（日曜深夜）枠              | 超!A&G+ 月曜 1:00 - 1:30（日曜深夜）枠               |
| 前番組                                             | 番組名                                              | 次番組                                               |
| -------------------------------------------------- | --------------------------------------------------- | ---------------------------------------------------- |
| 潘めぐみ・伊瀬茉莉也の HUNTER×HUNTER×HUNTER×STUDIO | 潘めぐみと伊瀬茉莉也の HUNTER×HUNTER×HUNTER×STUDIO☆ | 10月はうるめいつ男子部                               |
| 超!A&G+ 月曜 2:00 - 2:30（日曜深夜）               |                                                     |                                                      |
| 超!A&G+スペシャル （リピート最終） ※~3:00          | 潘めぐみと伊瀬茉莉也の HUNTER×HUNTER×HUNTER×STUDIO☆ | 2013年1月13日 - 放送休止時間 ※深夜2:00 - 翌朝5:59.50 |

## 劇場版
第1弾
『劇場版 HUNTER×HUNTER 緋色の幻影』
2013年1月12日公開。
第2弾
『劇場版 HUNTER×HUNTER -The LAST MISSION-』
2013年12月27日公開。

## Blu-ray・DVD
Blu-ray・DVDはバップより2012年1月25日から順次発売。当初は単巻での販売だったが、後にシリーズ毎のBOXでの販売となった。総集編である第13話と第26話は未収録。レンタルでは単巻で選挙編までが全49巻でレンタルされている。
| 巻数              | 発売日         | 収録話            |
| ----------------- | -------------- | ----------------- |
| VOL.1             | 2012年1月25日  | 第1話 - 第3話     |
| VOL.2             | 2012年2月22日  | 第4話 - 第6話     |
| VOL.3             | 2012年3月21日  | 第7話 - 第9話     |
| VOL.4             | 2012年4月18日  | 第10話 - 第12話   |
| VOL.5             | 2012年5月23日  | 第14話 - 第16話   |
| VOL.6             | 2012年6月20日  | 第17話 - 第19話   |
| VOL.7             | 2012年7月18日  | 第20話 - 第22話   |
| ゾルディック家編  | 2012年8月22日  | 第23話 - 第25話   |
| 天空闘技場編      | 2012年10月24日 | 第27話 - 第38話   |
| 幻影旅団編I       | 2012年12月19日 | 第39話 - 第48話   |
| 幻影旅団編II      | 2013年3月20日  | 第49話 - 第59話   |
| G.I編             | 2013年8月21日  | 第60話 - 第75話   |
| キメラアント編I   | 2013年12月21日 | 第76話 - 第90話   |
| キメラアント編II  | 2014年3月19日  | 第91話 - 第105話  |
| キメラアント編III | 2014年6月25日  | 第106話 - 第120話 |
| キメラアント編IV  | 2014年9月24日  | 第121話 - 第136話 |
| 選挙編            | 2014年12月24日 | 第137話 - 第148話 |